# Mohamed Ofei Sylla
Mohamed Ofei Sylla (ur. 15 sierpnia 1974, zm. 4 lutego 2019 w Konakry) – gwinejski piłkarz grający na pozycji pomocnika.

## Kariera klubowa
W swojej karierze piłkarskiej Sylla grał w takich klubach jak: Vannes OC, Ismaily SC, Gaziantepspor i Denizlispor.

## Kariera reprezentacyjna
W reprezentacji Gwinei Sylla zadebiutował w 1992 roku. W 1994 roku rozegrał dwa mecze w Pucharze Narodów Afryki 1994: z Ghaną (0:1) i z Senegalem (1:2).
W 1998 roku Sylla został powołany do kadry Gwinei na Puchar Narodów Afryki 1998. Nie zagrał w nim w żadnym meczu. W kadrze narodowej grał do 1999 roku.